# Гарбуз звичайний
Гарбу́з звича́йний (лат. Cucurbita pepo) — вид квіткових рослин родини гарбузових (Cucurbitaceae). Важлива сільськогосподарська культура, яка має широкі напрями використання — овочеве (нестиглі плоди), столове (м'якуш стиглих плодів), олійне (насіння), декоративне (сорти з дрібними плодами) і як соковитий корм.

## Поширення
Батьківщина — Північна і Центральна Америка, де культуру вирощують з 5-го тис. до н. е. В Україні гарбузи вирощують з XVIII ст., як харчову та кормову культури.

## Опис
Це однорічна рослина з шорсткоопушеним повзучим стеблом до 5-10 м завдовжки і більше, з галузистими вусиками, великими, серцеподібними п'ятилопатевими листками. Квітки у гарбуза звичайного великі, поодинокі, пазушні, з жовтим віночком.
У тичинкових квітках верхня частина тичинок зростається в одну велику колонку. До нектару комахи попадають лише через віконечка, які залишились біля основи колонки. Квітконіжки тичинкових квіток тупоп'ятигранні. Плід — велика куляста або видовжена гарбузина. Цвіте́ протягом червня — серпня.
Коренева система в нього дуже потужна, що складається з головного стрижневого кореня (що проникає на глибину до 1-1,7 м) і бічних, придаткових усмоктувальних коренів. Горизонтальні бічні розгалуження коренів поширюються від стебла в радіусі 4-5 м і більш. Основна їхня частина розташована на глибині 40-50 см.
Насіння гарбуза містять до 55 % жиру, а також сантонін. Насіння еліпсоїдне, покрите шкіркою чи голе, різної величини і забарвлення (біле, сіре, жовтувате, світло- чи темнокоричневе), у залежності від виду і сорту.
Плоди великі, масою в більшості сортів 4-10 кг, у крупноплідного гарбуза 40-50 кг і до 100 кг. У їжу використовують зрілі плоди, що містять 15-18 % сухої речовини, 8-10 % цукрів, мінеральні солі, каротин, а також вітаміни С, В1, В2, Е.
Різні види гарбуза легко відрізняються за ознаками насіння і плодоніжки. Насіння у гарбуза звичайного має облямівку з чіткою облямівкою. У деяких сортів цього виду є сорти без твердої шкірки. Такі сорти називають голонасінними (наприклад, сорт Маслянка). В інших видів подібні сорти ще не створені. 
Окрім насіння, гарбуз звичайний має характерну гранчасту плодоніжку з гострими шипами, а стиглі плоди покриті дуже твердою здерев'янілою шкіркою.

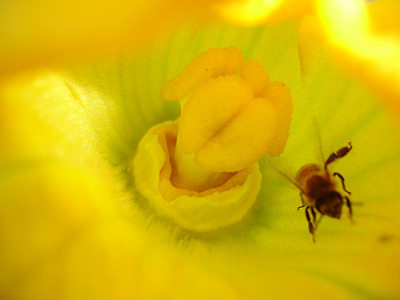
Жіноча квітка цукіні з приймочкою маточки
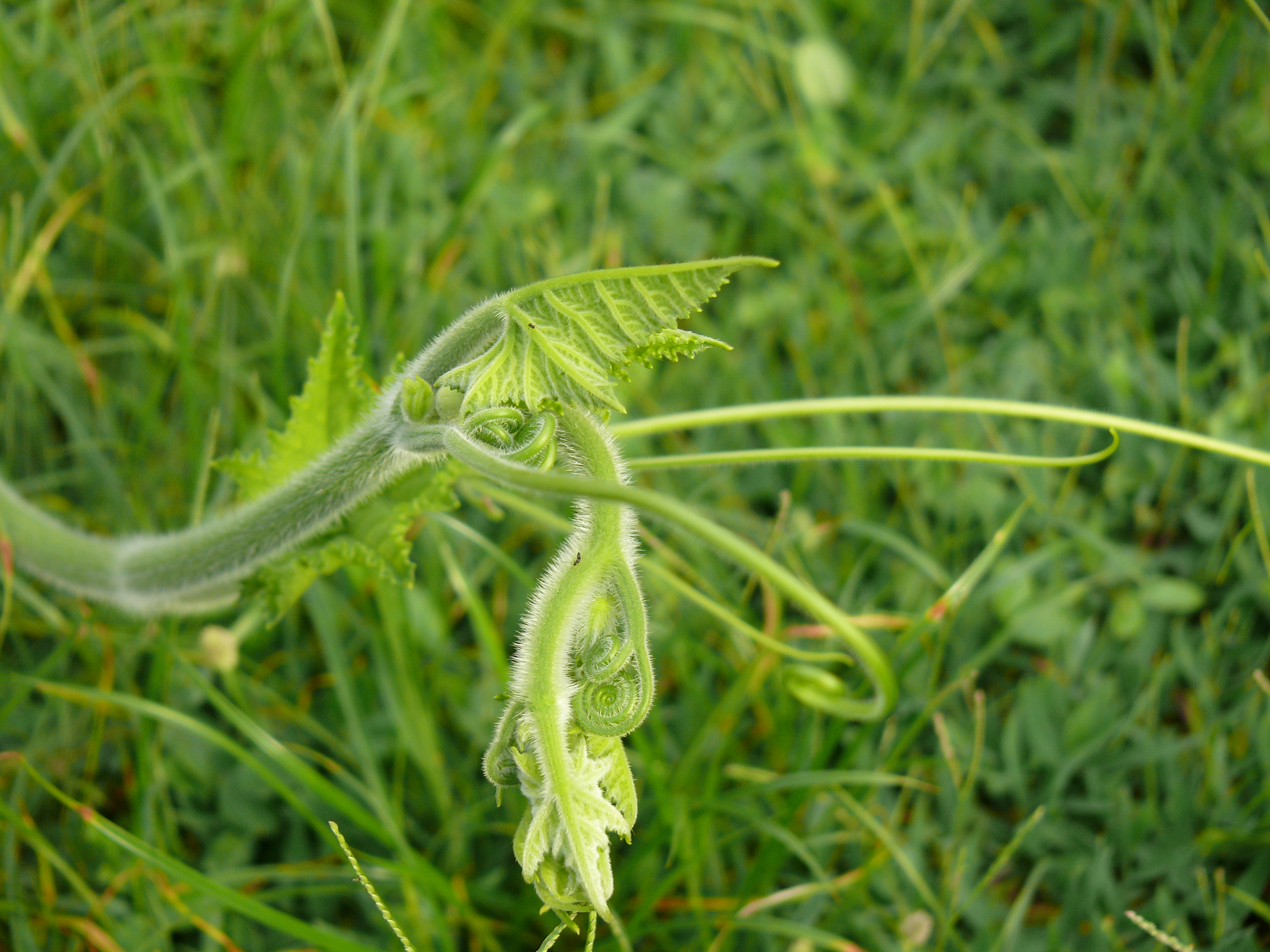
Пагін з вусиками
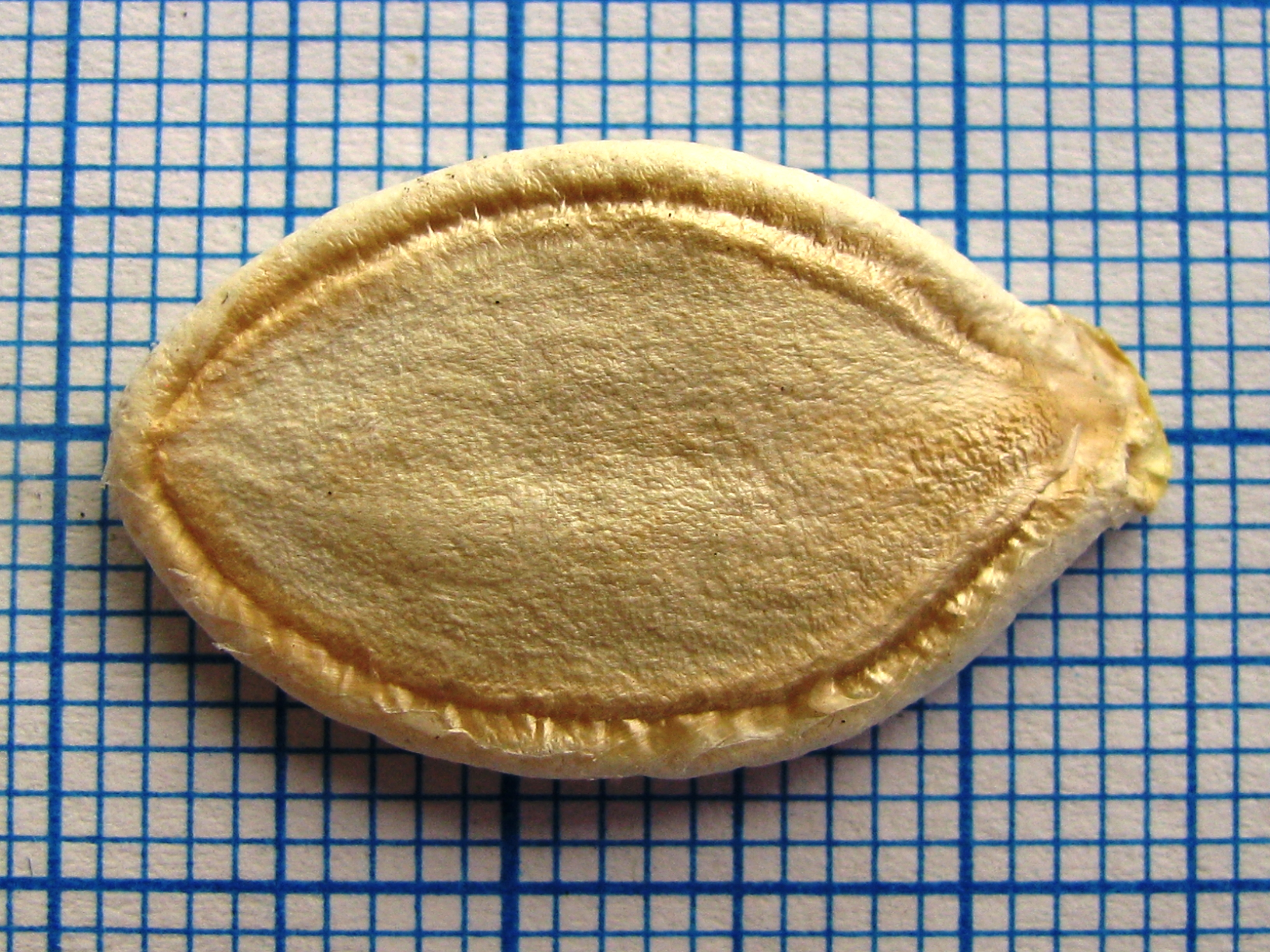
Насінина з облямівкою
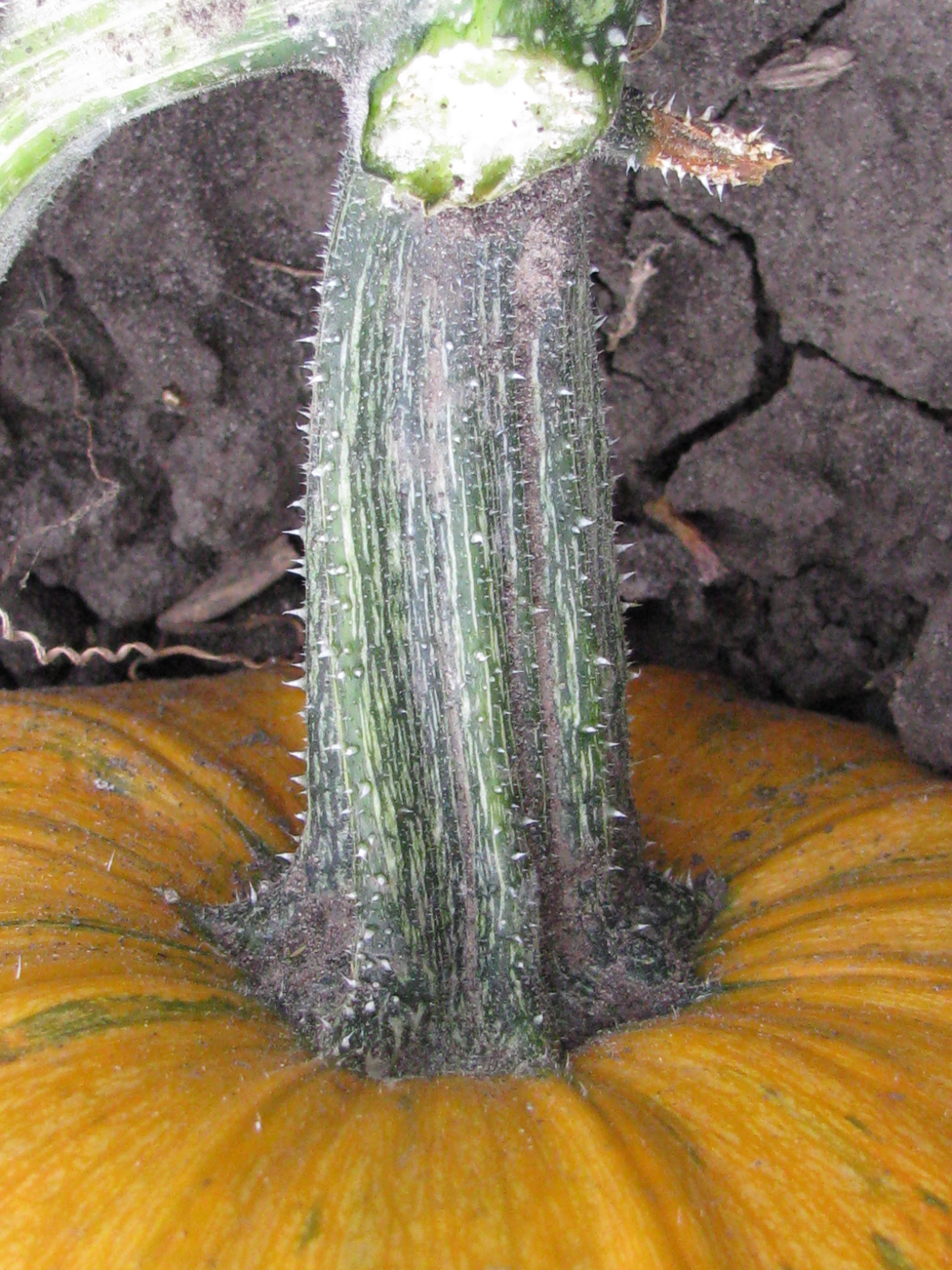
Гранчаста плодоніжка з шипами
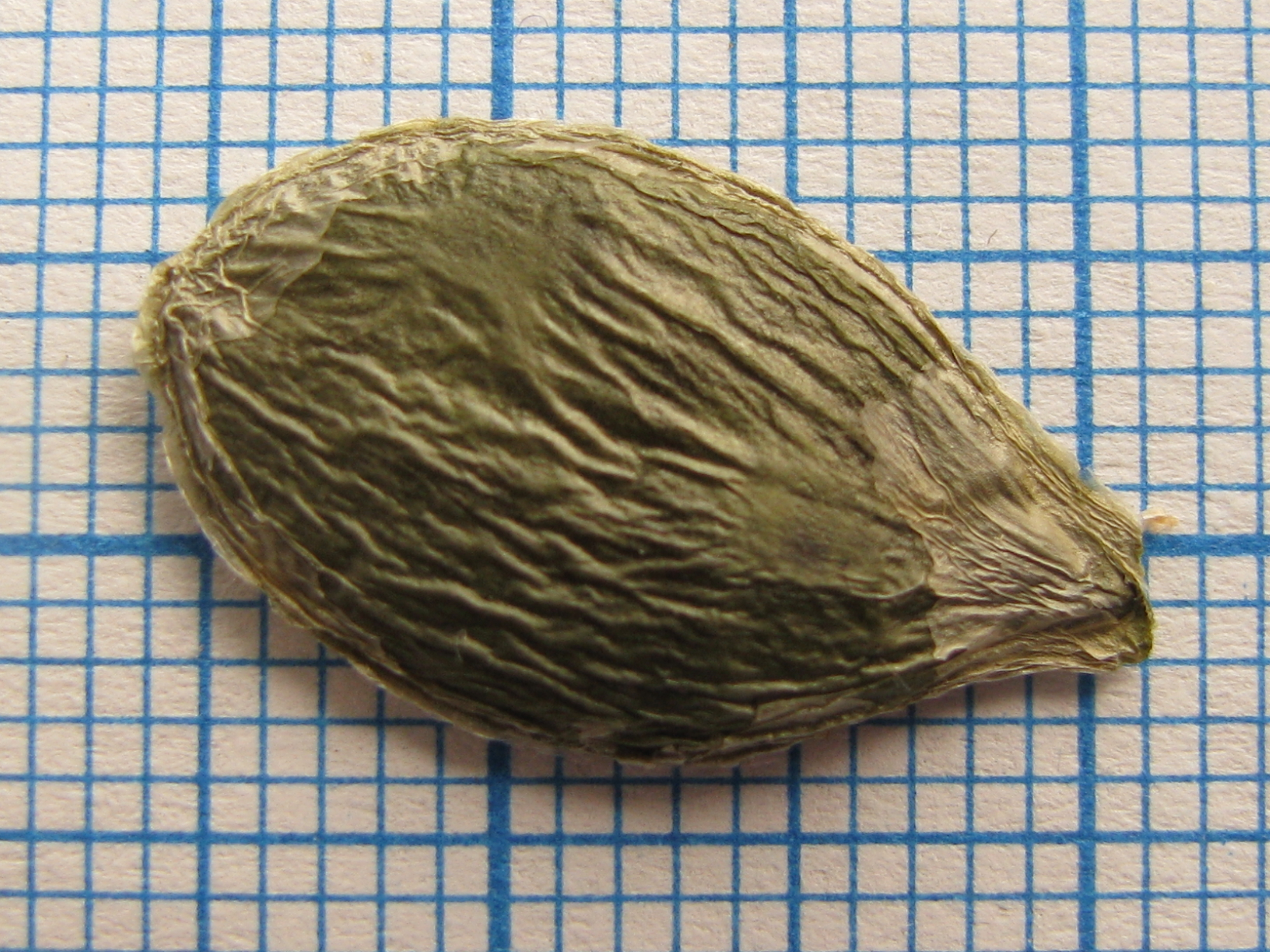
Насіння у голонасінного сорту Маслянка
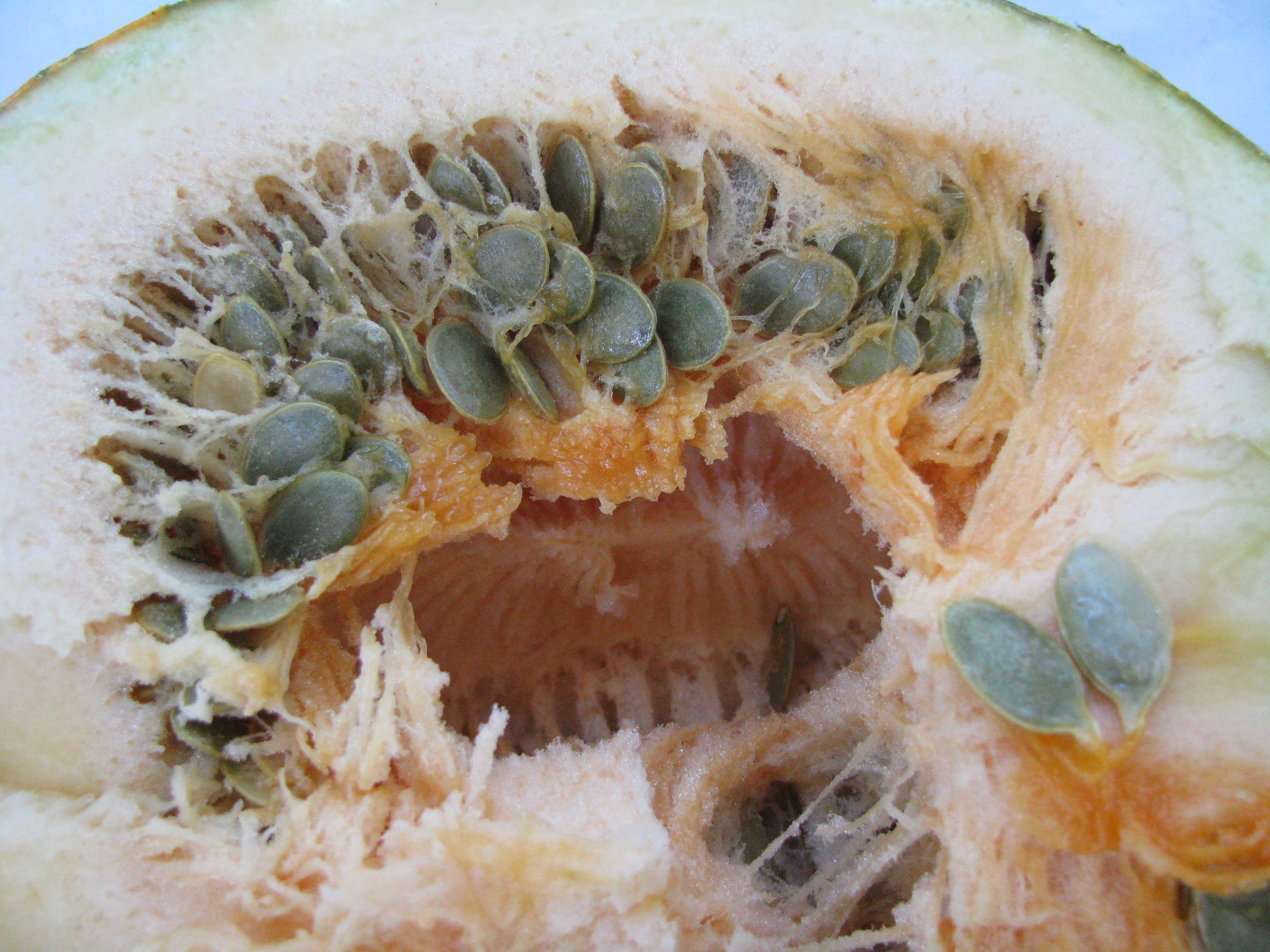
Розріз плоду голонасінного гарбуза
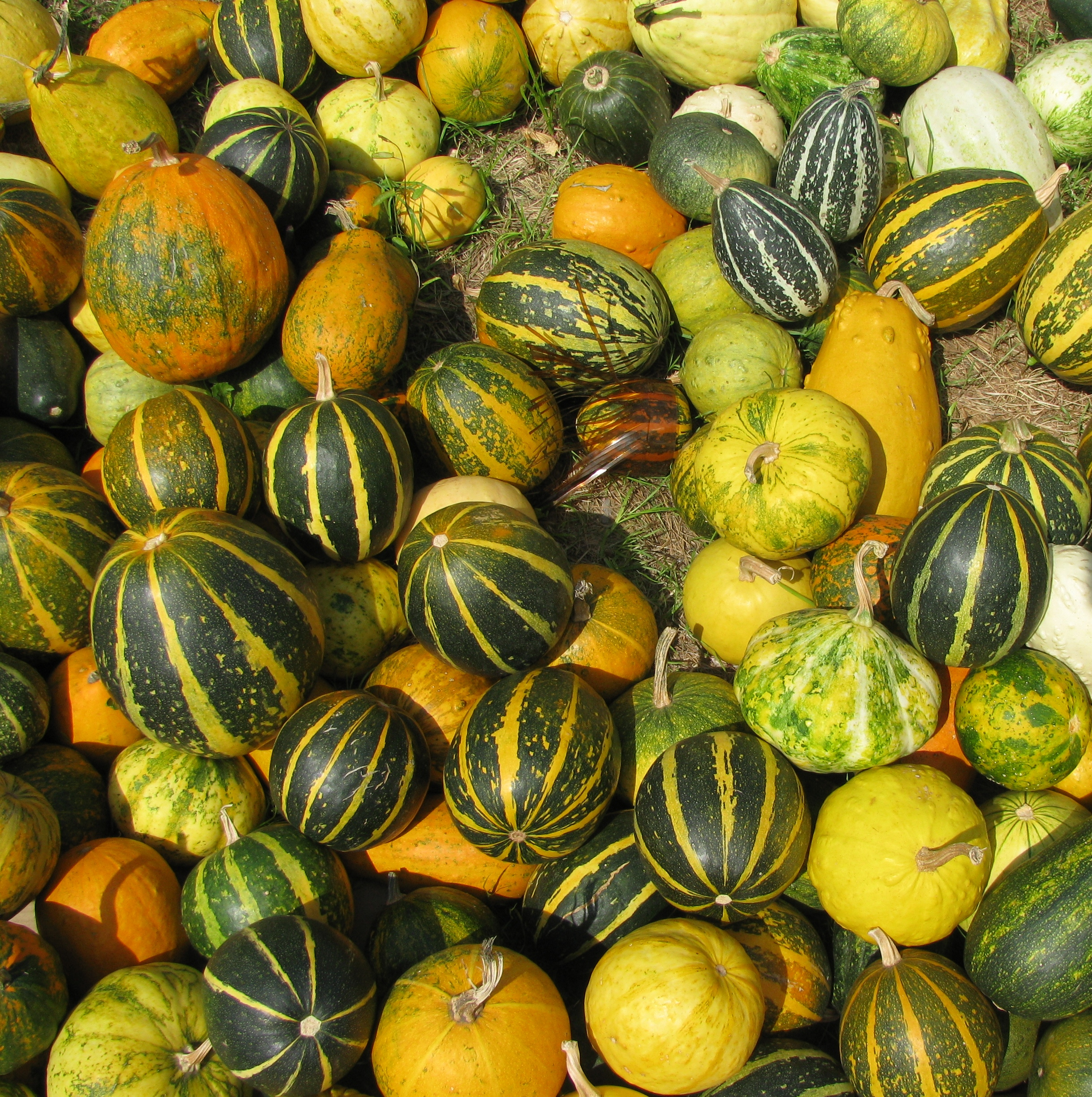
Декоративна різновидність

## Значення
Гарбуз має багато сортів. У зрілих плодах у нього накопичується багато крохмалю, цукру, пектину й лужних солей, особливо багато каротину. Створені сорти вітамінізованих гарбузів, які містять каротину в 2-3 рази більше, ніж морква.

## Різновиди
У 1986 році ботанік Паріз запропонував таксономію C. pepo , що складається з восьмі їстівних груп на основі їх базової форми. До цих груп можна віднести всі культивари гарбуза, окрім кількох C. pepo Ці вісім їстівних культивованих сортів C. pepo сильно відрізняються за формою та кольором, і один неїстівний культивований сорт:.
| Різновиди                                          | триномінальна назва      | зображення | опис |
| -------------------------------------------------- | ------------------------ | ---------- | --- |
| Акорн                                              | C. pepo var. turbinata   |            | Стебло коротке (так званий "кущовий тип") або повзуче, плід яйцеподібної або конічної форми з поздовжніми канавками |
| Кокозель                                           | C. pepo var. Ionga       |            | подовгуватий округлий плід |
| Кабачок-крукнек                                    | C. pepo var. torticollia |            | Рослина з коротким стеблом (кущова), плід жовтого, золотистого та білого забарвлення, довгастий, на кінці круглий, шкірка покрита бородавками |
| Гарбуз звичайний                                   | C. pepo var. pepo        |            | Повзуче стебло, плід круглий або сплюснутий |
| Патисон                                            | C. pepo var. clypeata    |            | Рослина з коротким стеблом (кущова), плід білого або жовтого забарвлення, дископодібний з хвилястими краями |
| Жовтий кабачок                                     | C. pepo var. recticollis |            | рослина з коротким стеблом (кущова), довгастий плід жовтого, або золотистого забарвлення, |
| Кабачок                                            | C. pepo var. fastigata   |            | Рослина з довгим або коротким стеблом, плід від білого до темно-зеленого забарвлення, короткий круглий з широкою вершиною |
| Цукіні                                             | C. pepo var. cylindrica  |            | Рослина з коротким стеблм та з циліндричними плодами. |
| Декоративний гарбуз (Горго́нка, Горго́пка, Таракуца) | C. pepo var. ovifera     |            | неїстівний сорт, ліани з тонким стеблом, дрібним листям та невеликими плодами. Виділяють три підгрупи: C. pepo var. ovifera (яйцеподібні, грушеподібні плоди), C. pepo var. aurantia (помаранчевого забарвлення), та C. pepo var. verrucosa (круглий бородавчастий гарбуз). Декоративний гарбуз знайдений в Техасі описаний як var. texana та в штатах Іллінойс, Міссурі, Арканзас, Оклахома та Луїзіана названі як var. ozarkana. |

## Сорти

### Сорти гарбуза звичайного
- Маслянка
- Мигдальний 35
- Мозоліївський 15
- Український багатоплідний
- Находка
- Лель

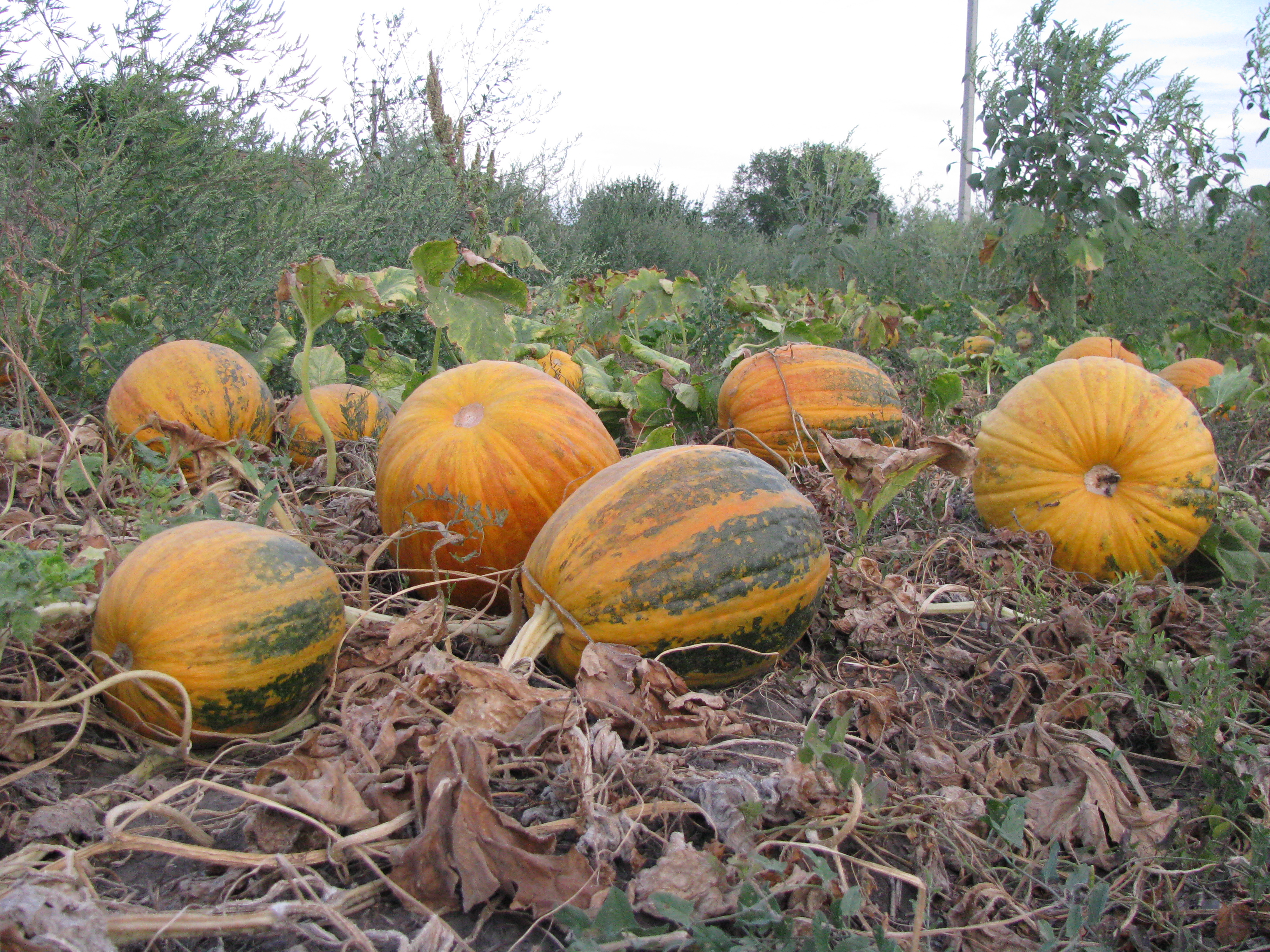
Сорт Український багатоплідний

Серед найскоростигліших сортів — Грибовський кущовий 189, Находка, Лель.
Селекцію гарбуза звичайного в Україні на Дніпропетровщині започаткував український селекціонер Олексій Титович Галка. Він був першим, хто у 30-і роки XX ст. зібрав колекцію і створив перший сорт Український багатоплідний. Започатковані методи селекції з гарбузом звичайним продовжує селекціонер Колесник Іван Іванович.

## Харчова цінність
Калорійність гарбуза в середньому становить — 22 кКал/100 г.
Гарбуз містить найбільшу кількість заліза серед овочів. Містить в 5 разів більше каротину, ніж морква.
Інший склад на 100 г:
- Білки — 1 г;
- Жири — 0,1 г;
- Вуглеводи — 4,4 г;
- Харчові волокна — 2 г;
- Органічні кислоти — 0,1 г;
- Вода — 91,8 г;
- Моносахариди та дисахариди — 4,2 г;
- Крохмаль — 0,2 г;
- Зола — 0,6 г.

### Вітаміний склад
100 г гарбуза містить такі вітаміни:
- Вітамін PP — 0,5 мг;
- Бета-каротин — 1,5 мг;
- Вітамін A — 250 мкг;
- Вітамін B1 — 0,05 мг;
- Вітамін B2 — 0,06 мг;
- Вітамін B5 — 0,4 мг;
- Вітамін B6 — 0,1 мг;
- Вітамін B9 — 14 мкг;
- Вітамін C — 8 мг;
- Вітамін E — 0,4 мг;
- Вітамін PP — 0,7 мг.

### Макроелементний склад
100 г гарбуза містить такі макроелементи:
- Калій — 204 мг;
- Кальцій — 25 мг;
- Фосфор — 25 мг;
- Хлор — 19 мг;
- Сірка — 18 мг;
- Магній — 14 мг;
- Натрій — 4 мг.

### Мікроелементи
100 г гарбуза містить такі мікроелементи:
- Залізо — 0,4 мг;
- Цинк — 0,24 мг;
- Марганець — 0,04 мг;
- Мідь — 180 мкг;
- Фтор — 86 мкг;
- Йод — 1 мкг;
- Кобальт — 1 мкг.

## Застосування в народному лікуванні
Вживання гарбуза покращує роботу кишечника, допомагає уникнути закрепів, отруєнь, набряків, хвороб сечовивідних шляхів, позбавляє від метеоризму. Гарбуз радять вживати при подагрі, різноманітних хворобах кишечника і жовчного міхура.
Гарбуз містить бета-каротин, який допомагає налагодити правильну взаємодію між клітинами організму, що є основою для нормального функціонування імунної системи.
Гарбуз має протитуберкульозну дію, тому що в своєму складі має речовину, яка пригнічує ріст туберкульозної палички. Вживання гарбуза під час відновлення після туберкульозу може істотно полегшити стан і зменшити час реабілітації.

## Гарбуз у мистецтві
Гарбуз — поширений об'єкт в європейському мистецтві 17-18 століть, відтворений як у живописі, так і в кераміці, порцеляні, сріблі. Образ гарбуза часто наявний у натюрмортах майстрів Італії, його малювали такі майстри:
- Руопполо («Натюрморт з гарбузами», Музей мистецтв імені Богдана та Варвари Ханенків, Київ);
- Якопо да Емполі («Натюрморт», приватна збірка).

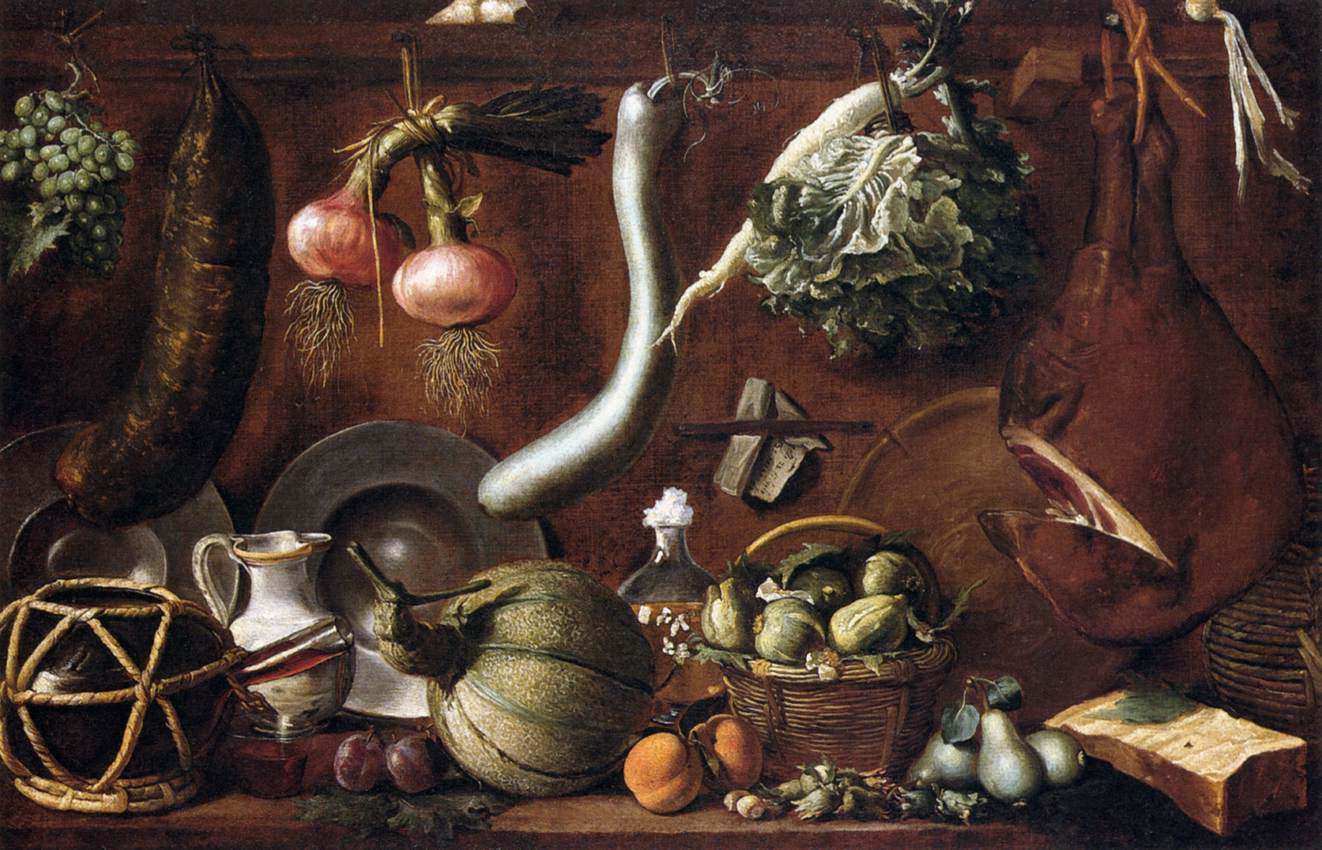
Якопо да Емполі «Натюрморт»

## Насіння
Важливе місце посіло й насіння гарбуза звичайного (Cucurbita pepo L.). Вкрите твердою оболонкою, висушене на повітрі, воно добре зберігається в сухому місці до сівби наступного року. Слугує ліками в народній медицині. Насіння також використовують для отримання гарбузової олії.
Один грам білка насіння гарбуза містить стільки ж триптофану, як повна склянка молока.

## Голозерний гарбуз

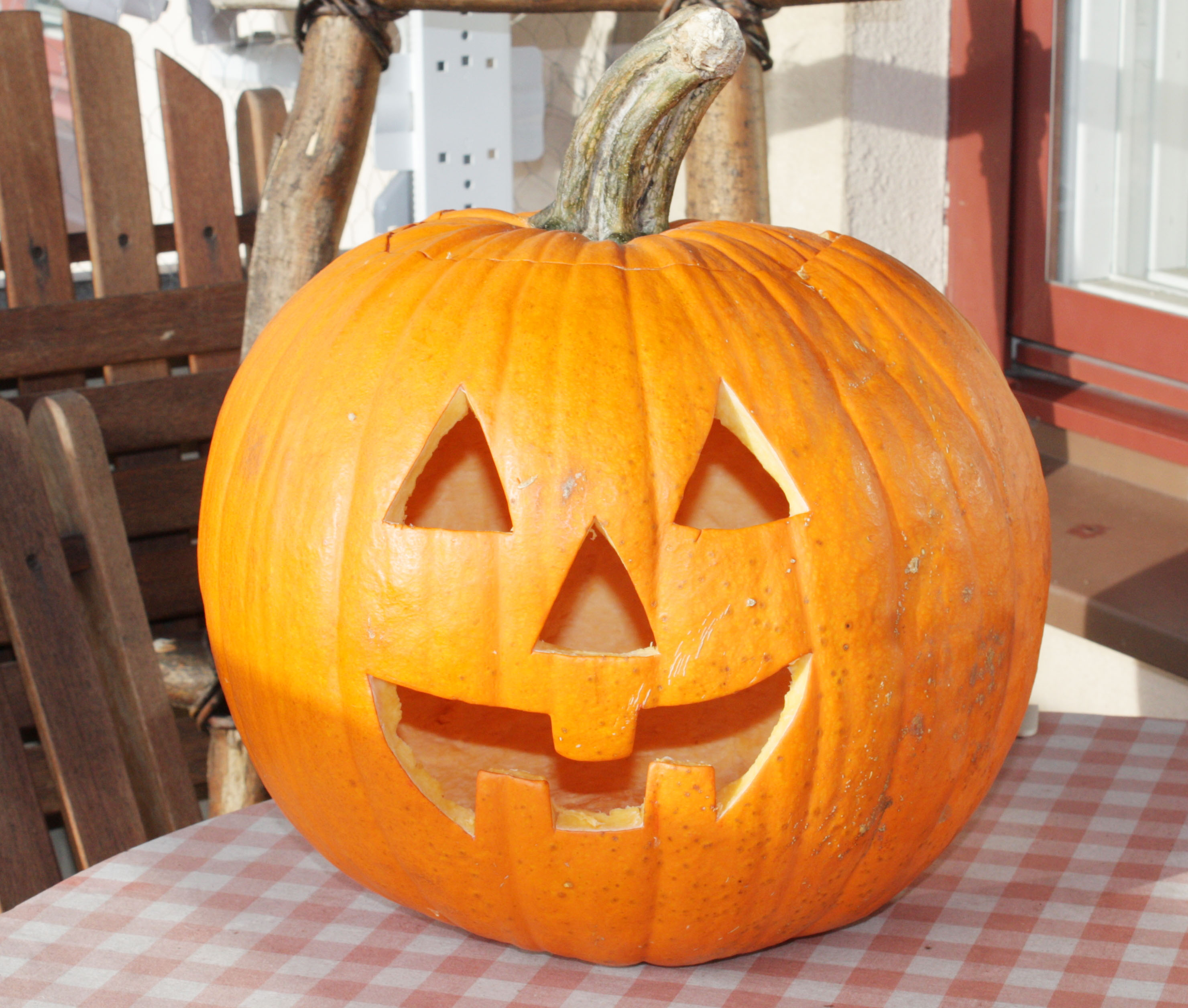

Цікавим сортом є голозерний гарбуз. Його насіння не має звичного «панциру», який малим шматочком зберігся лише на кінчику насіння над зародком.
Вирощування голозерного гарбуза нічим не відрізняється він вирощування інших сортів. Закладають таке насіння на початку травня в землю на глибину 6 — 8 см та поливають теплою водою. Можна вирощувати поряд з кукурудзою та квасолею. На стеблині може бути до 4 гарбузин. Сорт охочий до поливу та внесення добрив. Непошкоджені та трохи підсушені гарбузи зберігаються до весни.

## Шкідники
- Попелиця баштанна

## Цікаві факти

### Український гарбуз-рекордсмен

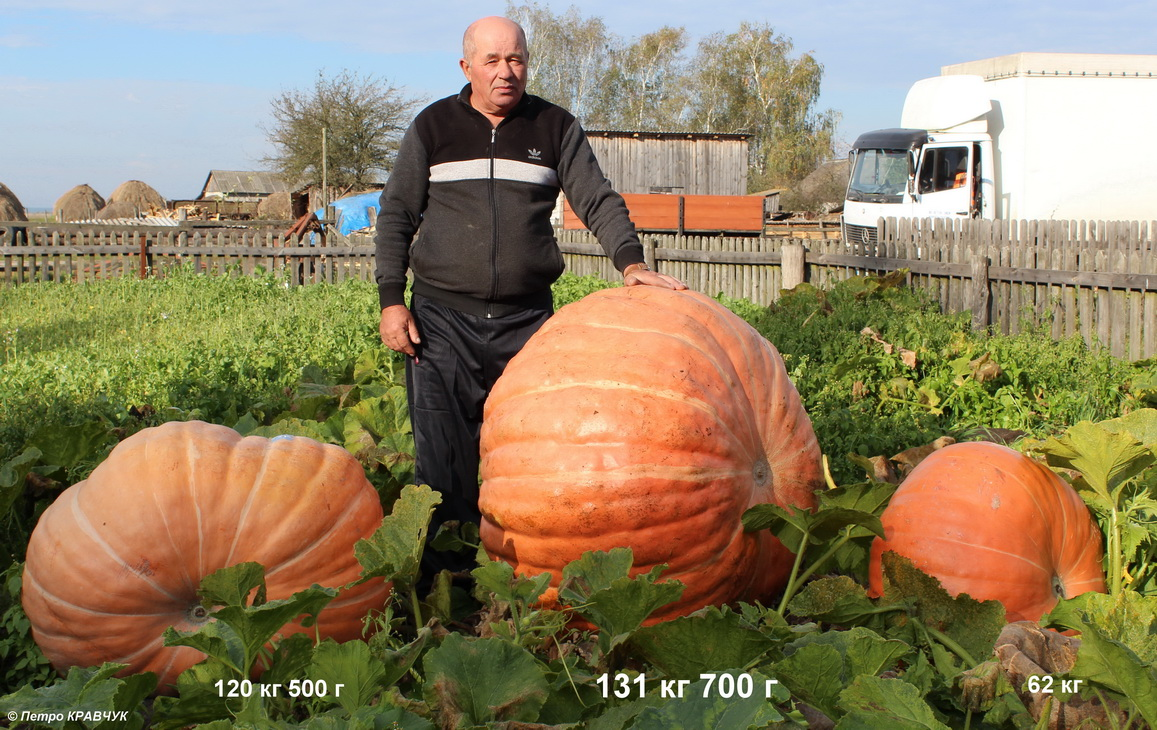
Григорій Абрамович з рекордним українським гарбузом масою 131 кг 700 г (2014 р., сорт гарбуза великоплідного Атлантичний гігант Діла).

Плоди гарбуза є улюбленим об'єктом для виставок. Причому, плоди гарбуза звичайного використовують для різних прикрас (декоративні сорти) і вирізування масок для хелловіну. Зате, великоплідний гарбуз (Cucurbita maxima) добре надається для отримання велетенських плодів.
Офіційну реєстрацію рекордних гарбузів, вирощених в Україні, започаткувала у 1997 році «Книга рекордів Волині» з ініціативи її автора і видавця Петра Кравчука.
Згодом у 2014 році з ініціативи Петра Кравчука та за підтримки газет «Рідне село» (Київ), «Земля моя годувальниця» (Луганськ), «Волинь» (Луцьк), «Віче-інформ» (Луцьк), Добрий господар (Львів) було оголошено Всеукраїнський щорічний конкурс з вирощування рекордних гарбузів.
Нижче подано офіційний «Реєстр рекордних українських гарбузів»:
- 41 кг. Кравчук Ольга Степанівна (1997, смт. Любешів Волинської обл.)[18];
- 51 кг. Харчик Юрій Павлович (1999, с. Мала Глуша Любешівського р-ну Волинської обл.);
- 56 кг. Сверба Анатолій Павлович (2001, с. Заболоття Ратнівського р-ну Волинської обл.)[19];
- 62 кг. Харчик Юрій Павлович (2007, с. Мала Глуша Любешівського р-ну Волинської обл.)[20];
- 119,259 кг. Міколос Малакаускас (2010, м. Севастополь)[21];
- 120,500 кг (сорт Титан). Кравчук Петро Авксентійович (2013, смт. Любешів Волинської обл.)[22][23][24][25][26][27][28][29];
- 131,700 кг (сорт Атлантичний гігант Діла). Абрамович Григорій Миколайович (2014, с. Люб'язь Любешівського р-ну Волинської обл.)[30][31][32].

### Американські рекорди
У жовтні 2024 року 46-річний американець Гарі Крістенсен встановив рекорд, який був занесений до Книги рекордів Гіннеса. За 26 годин він проплив річкою Колумбія 73,5 км на човні, який був виготовлений з гігантського гарбуза окружністю 429,3 см та вагою 555 кг. Вирощуванням величезних гарбузів американець почав займатися в 2011 році. Протягом останніх чотирьох років він перемагав у місцевих змаганнях з плавання на човнах-гарбузах.

## Галерея

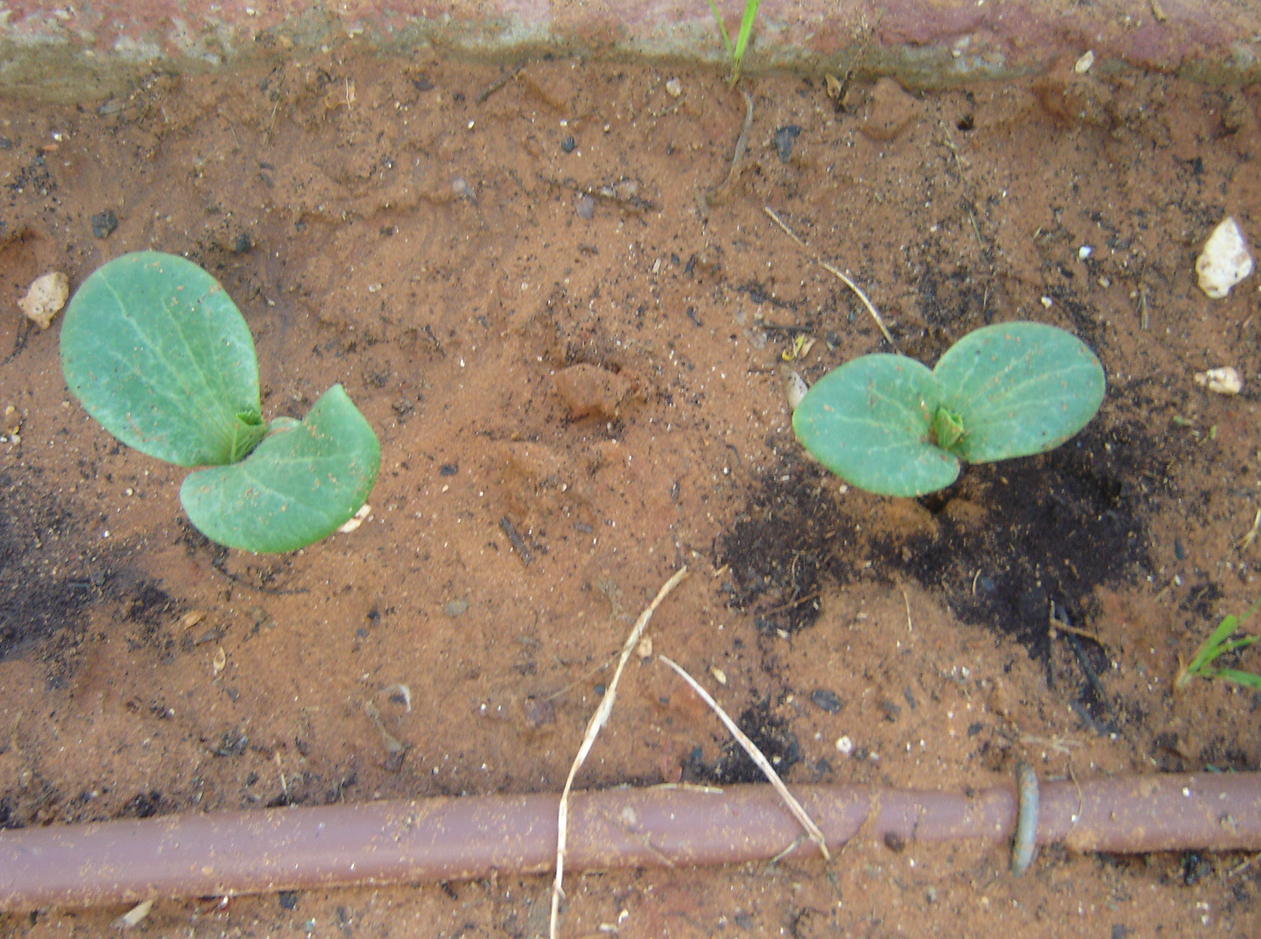
Сходи гарбуза у травні
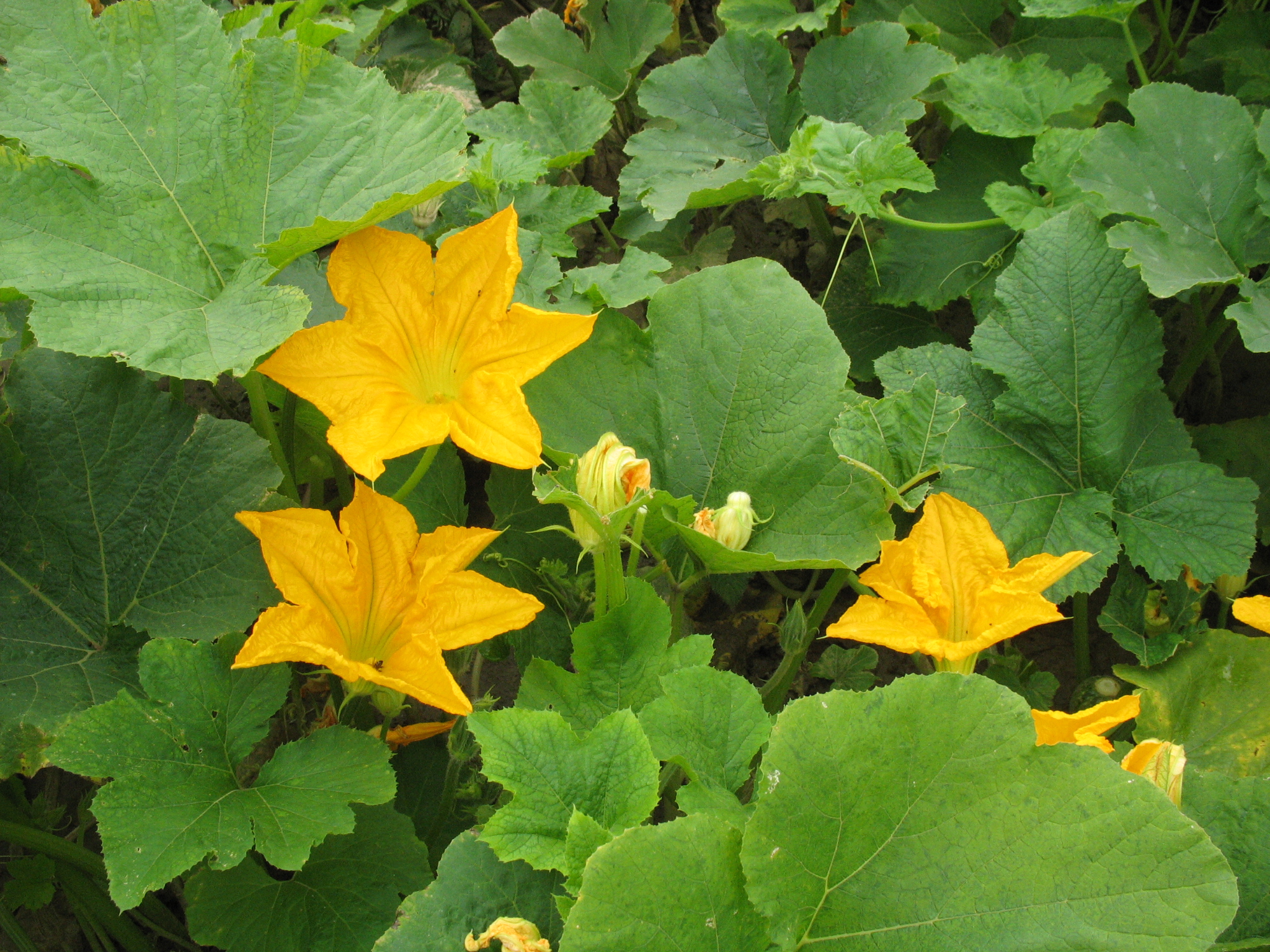
Чоловічі квіти гарбуза
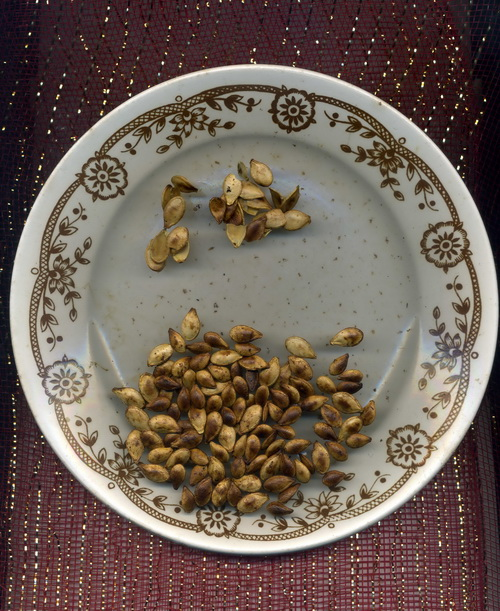
Смажене насіння гарбуза
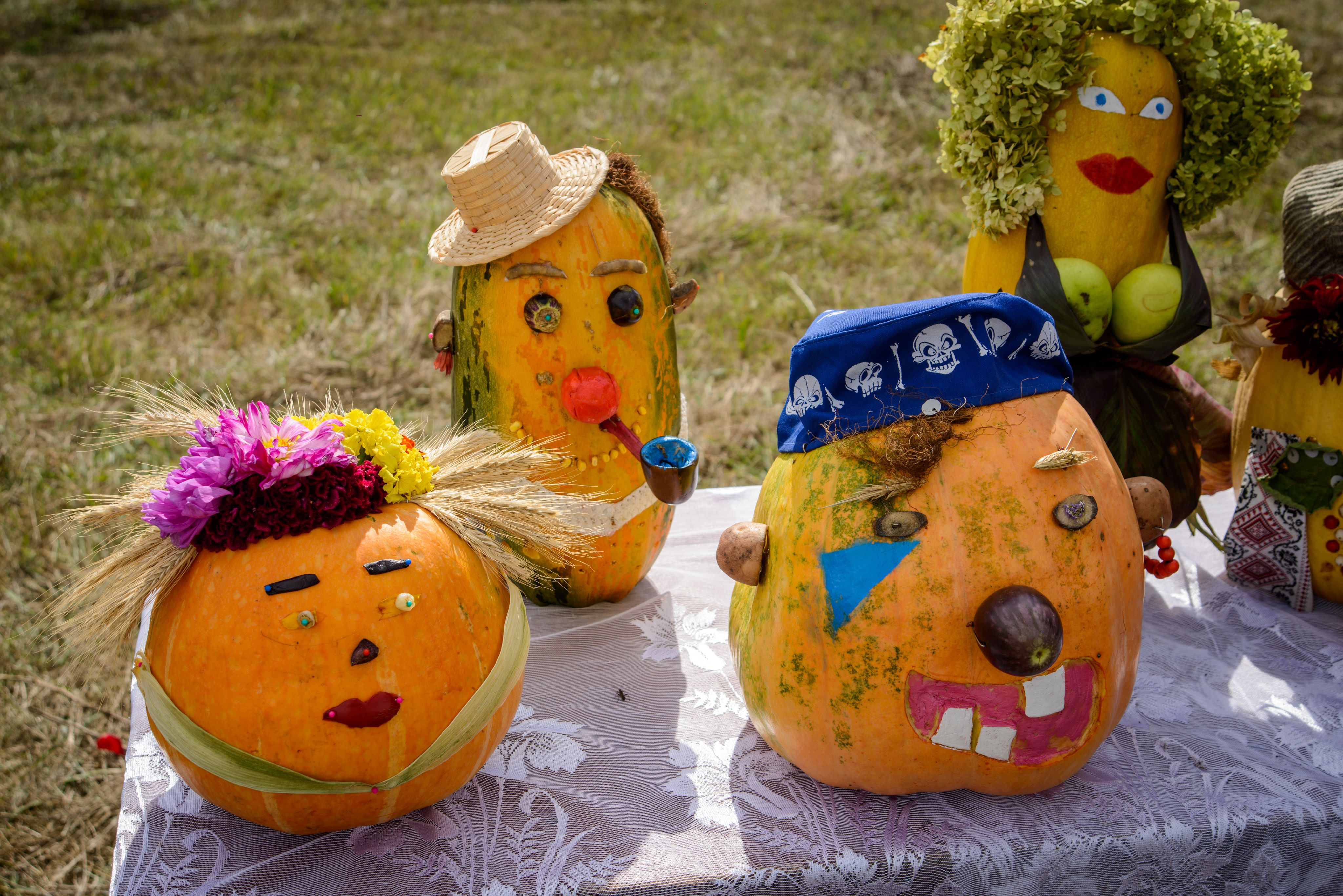
Гарбузи на ярмарку під час етнографічного фестивалю «Свіччине весілля» у 2016 році в Березовій Рудці
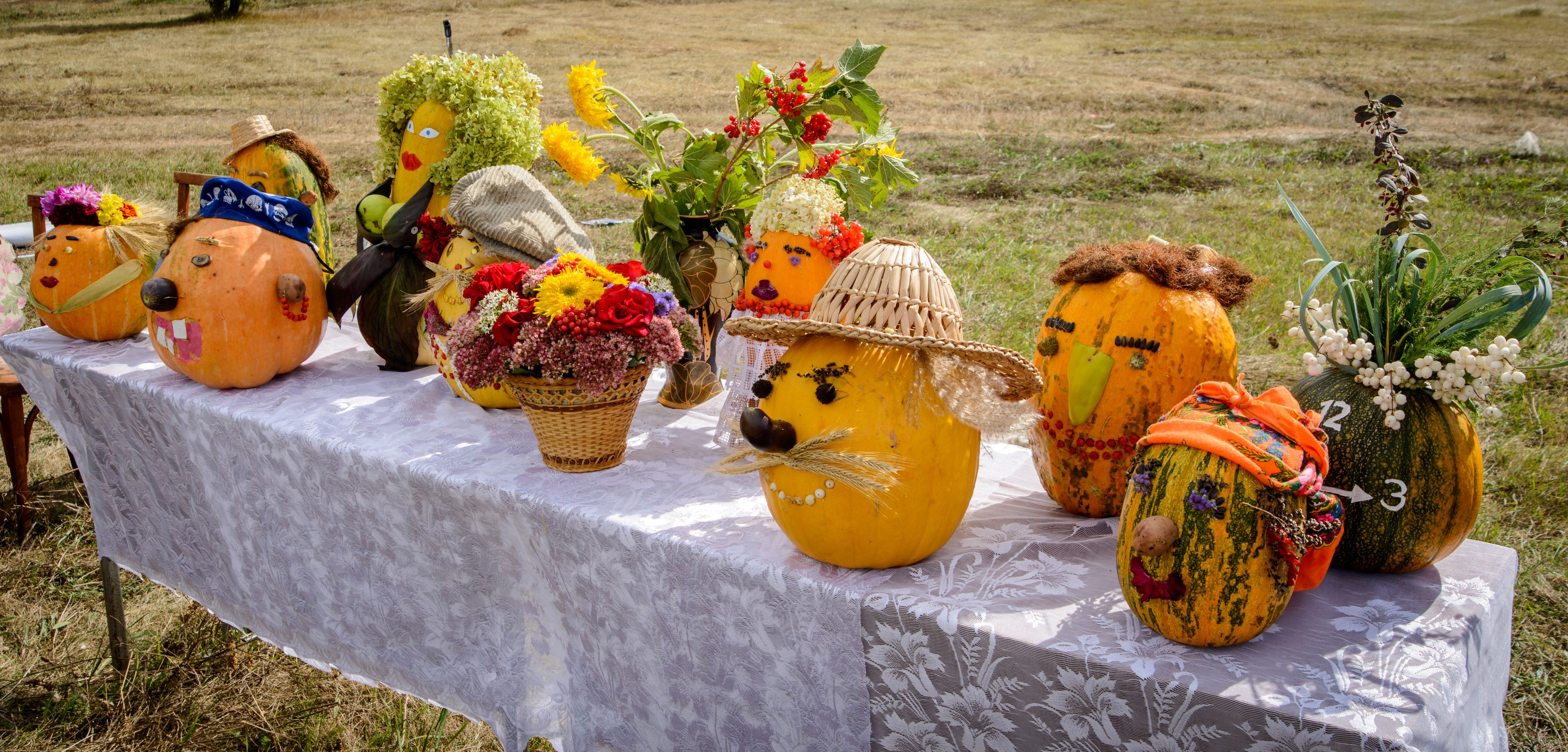
Гарбузи на ярмарку під час етнографічного фестивалю «Свіччине весілля» у 2016 році в Березовій Рудці
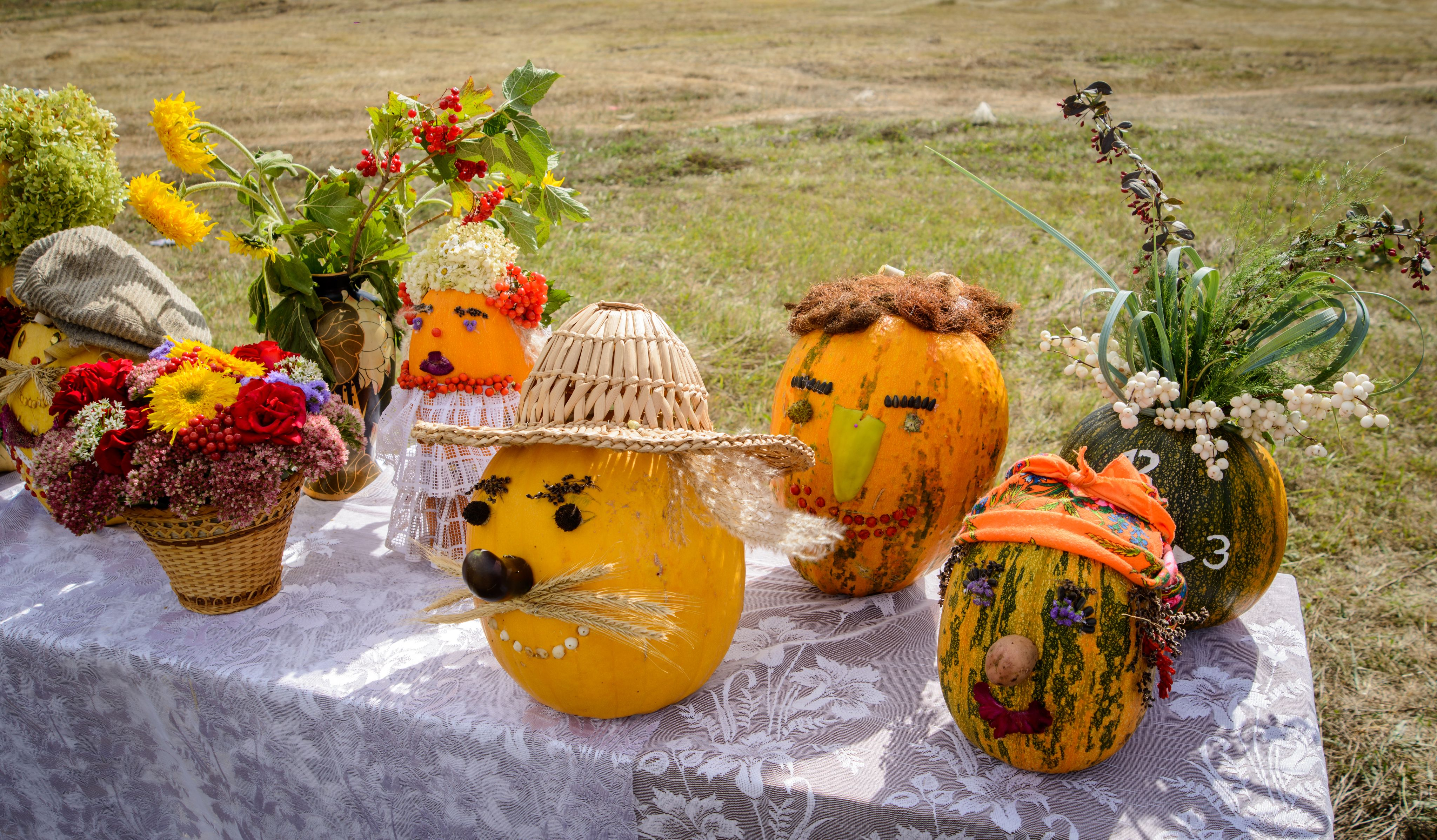
Гарбузи на ярмарку під час етнографічного фестивалю «Свіччине весілля» у 2016 році в Березовій Рудці
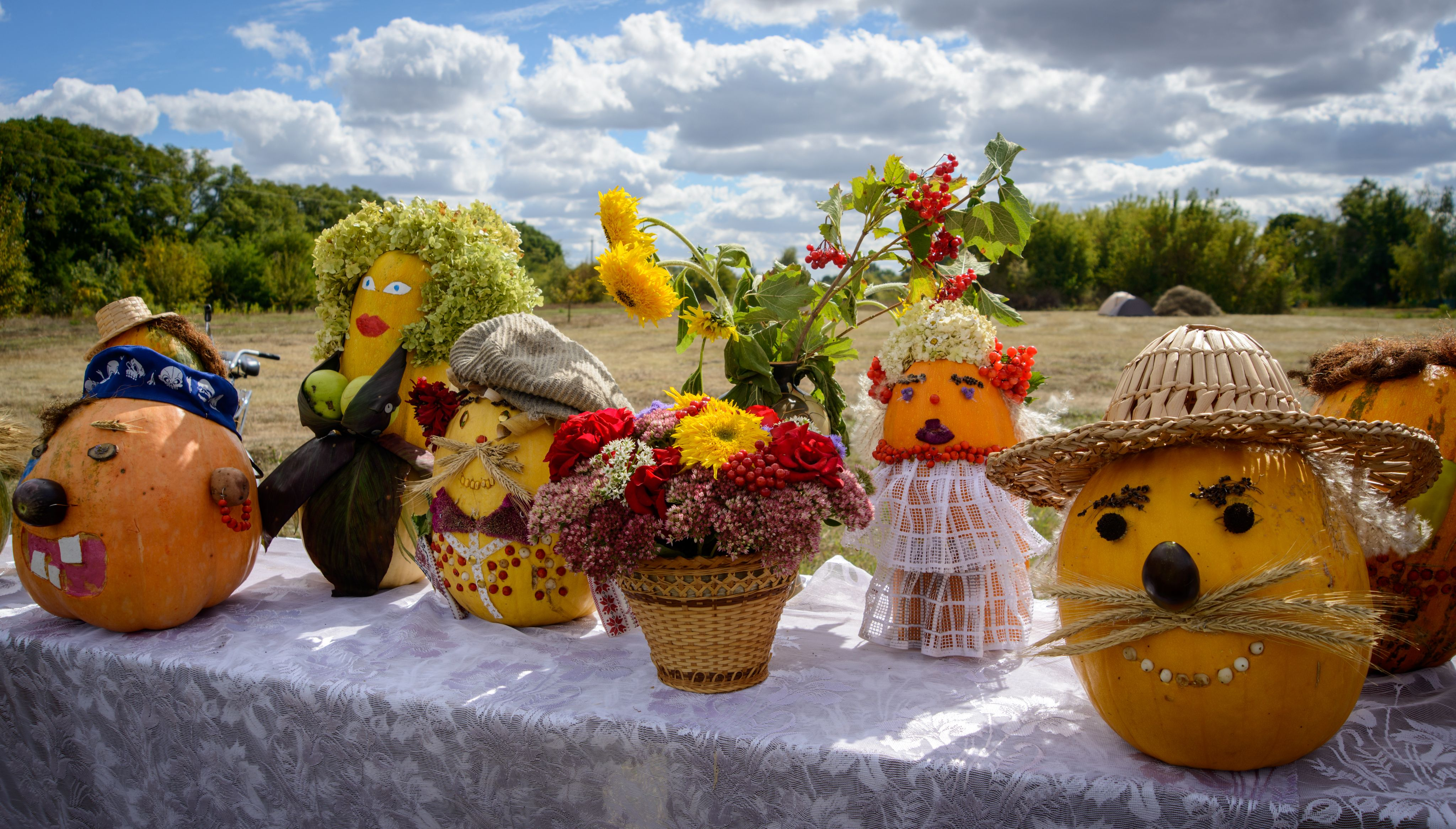
Гарбузи на ярмарку під час етнографічного фестивалю «Свіччине весілля» у 2016 році в Березовій Рудці
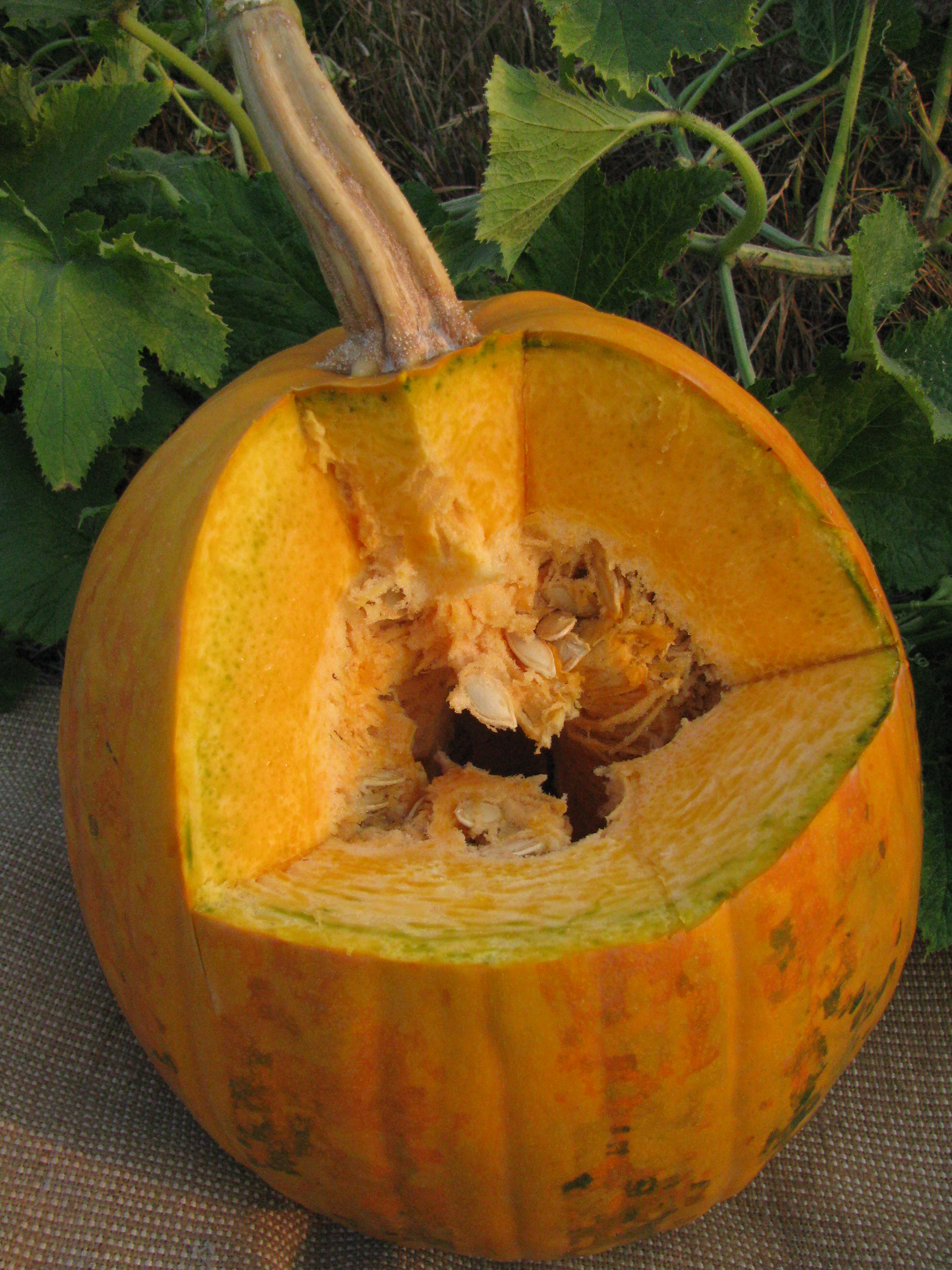
Сорт Український багатоплідний
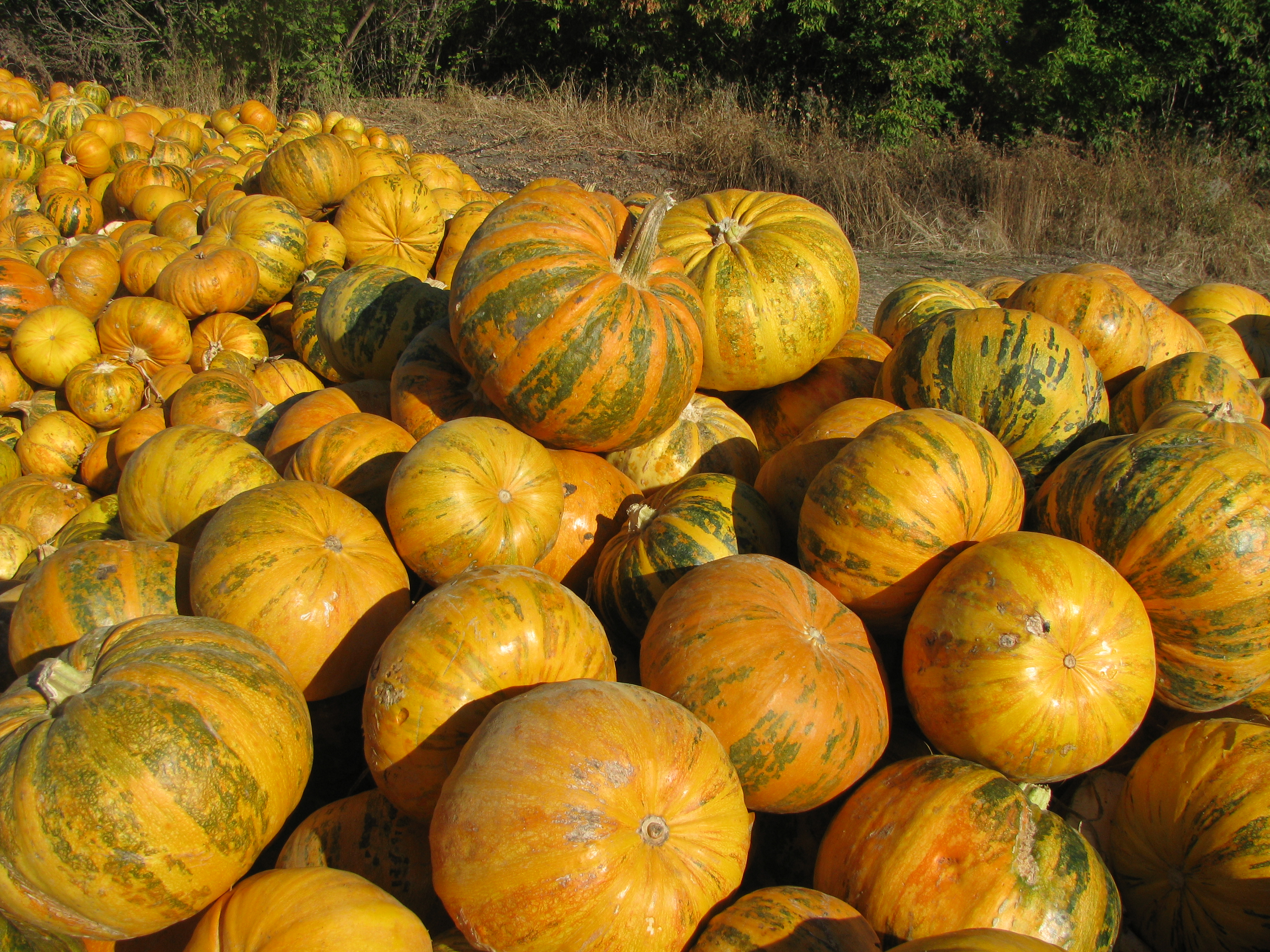
Сорт Лель
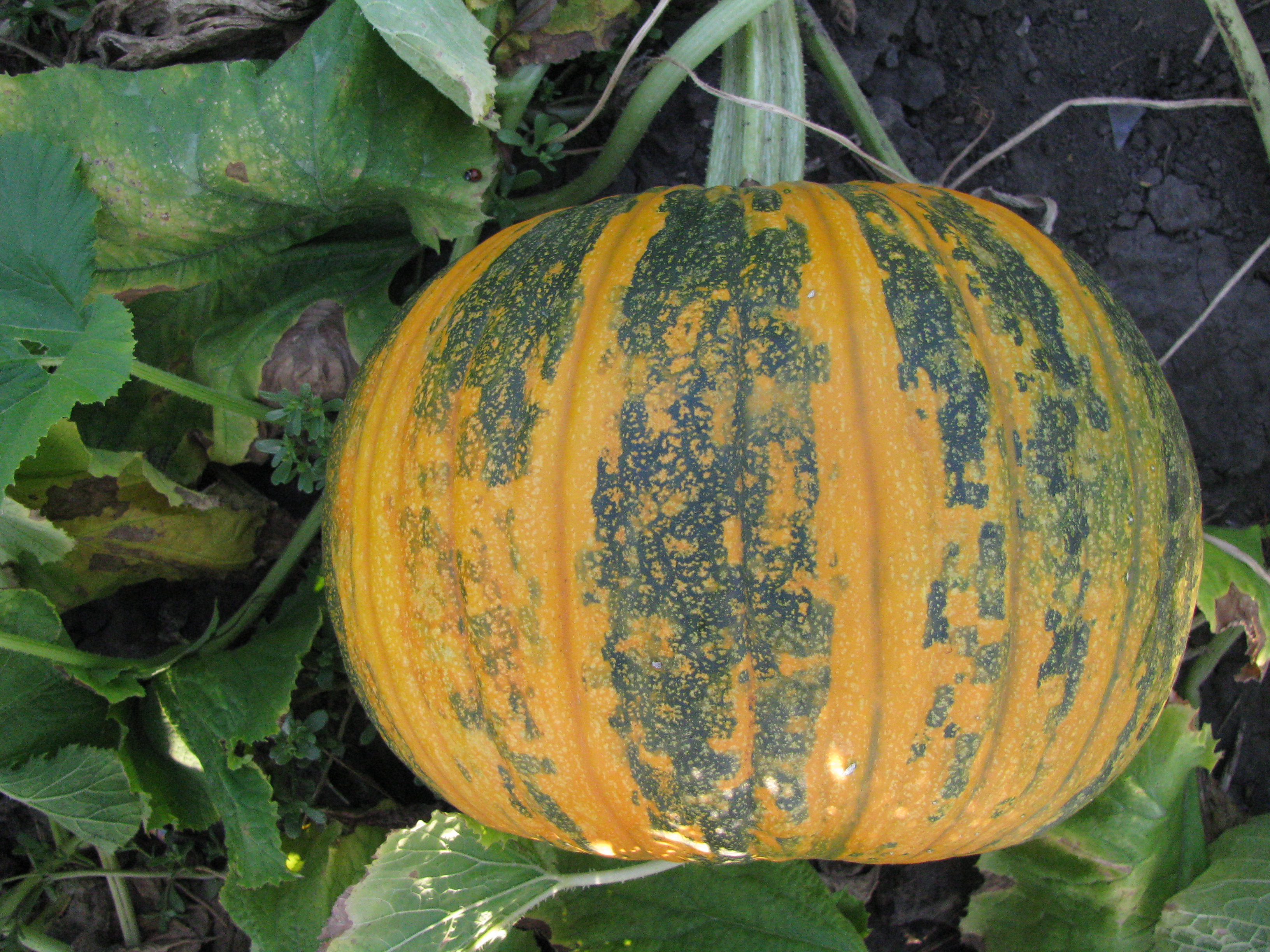
Сорт Мигдальний 35
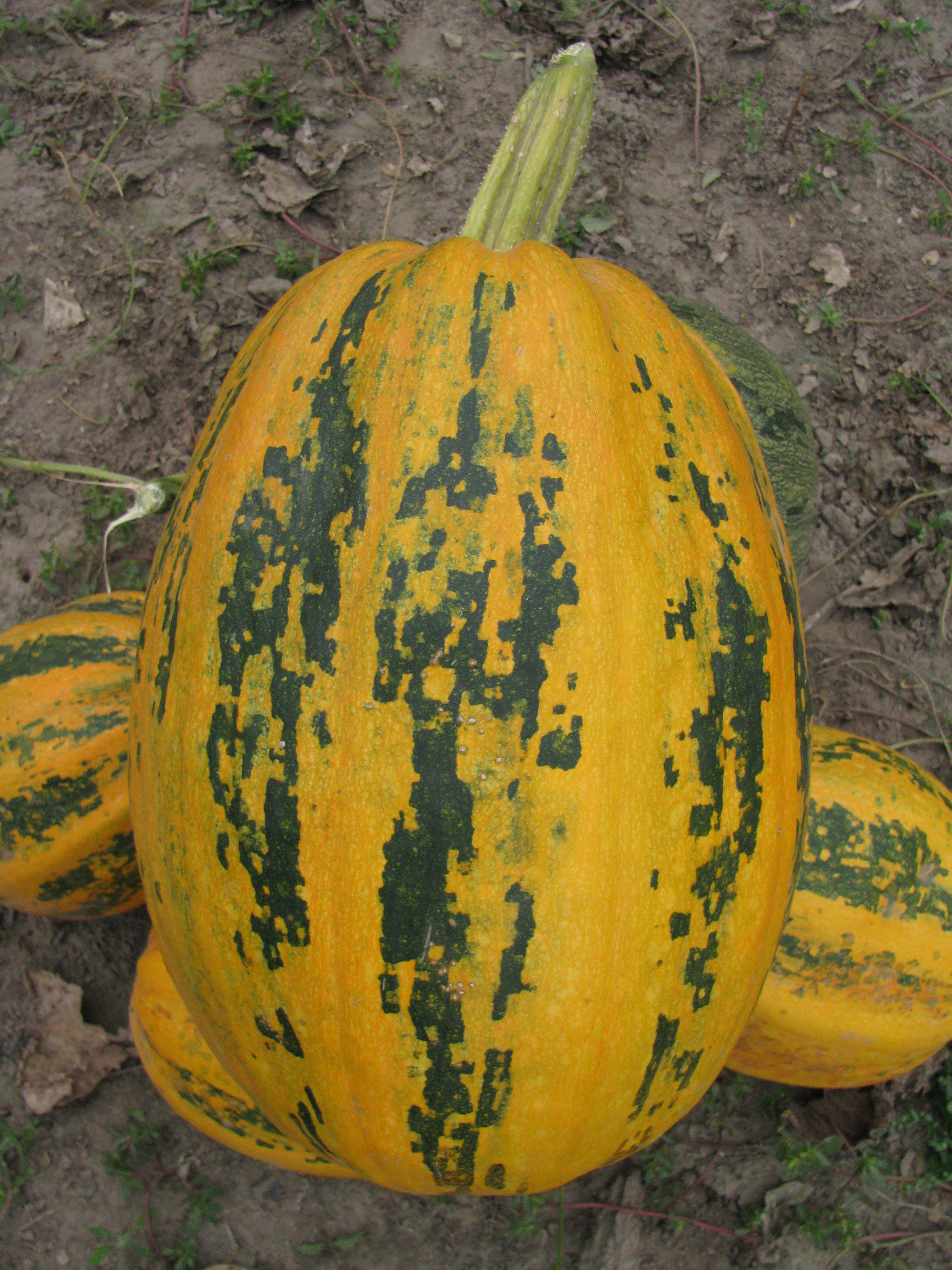
Сорт Мозоліївський 15
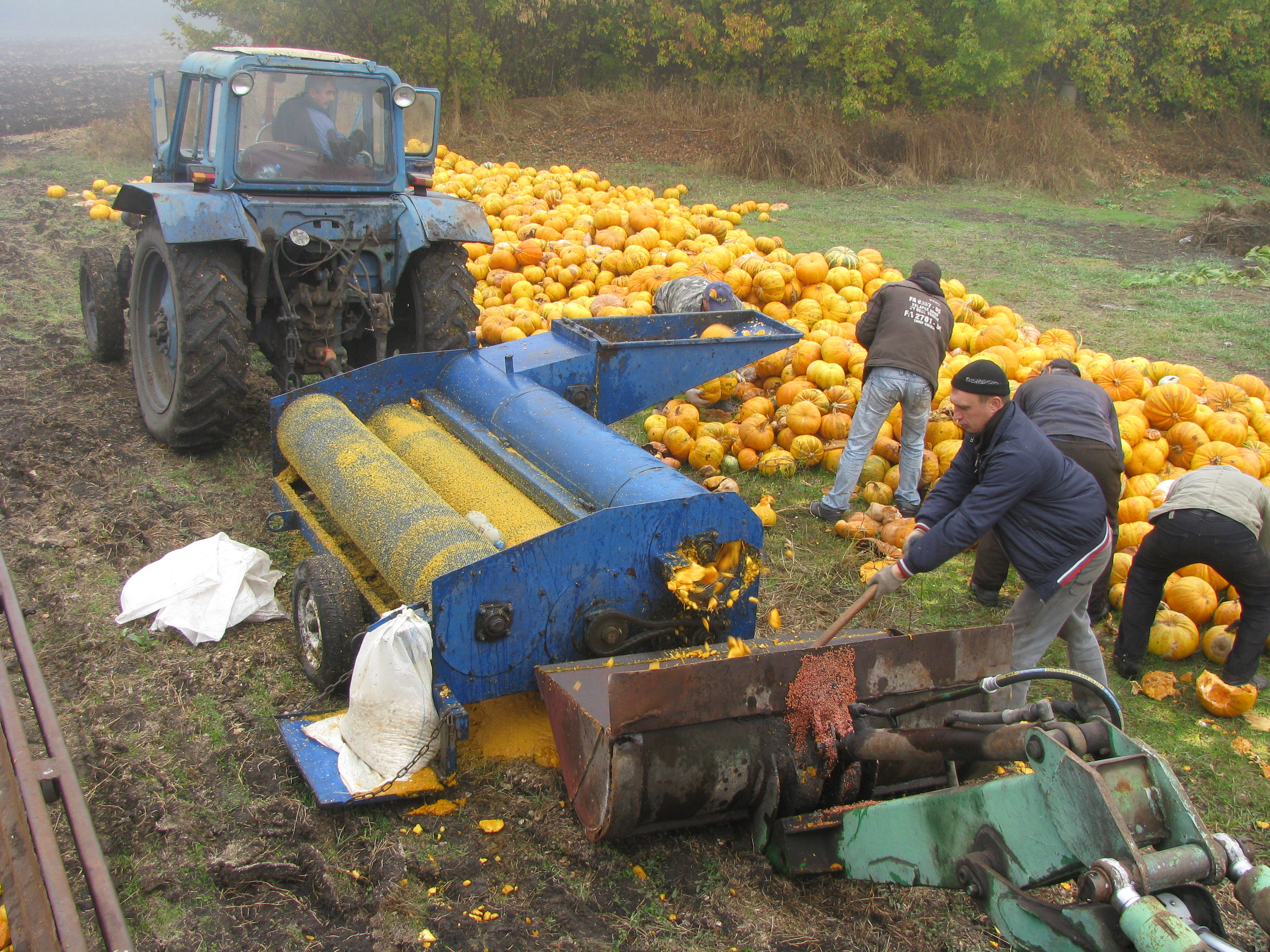
Механізоване виділення насіння
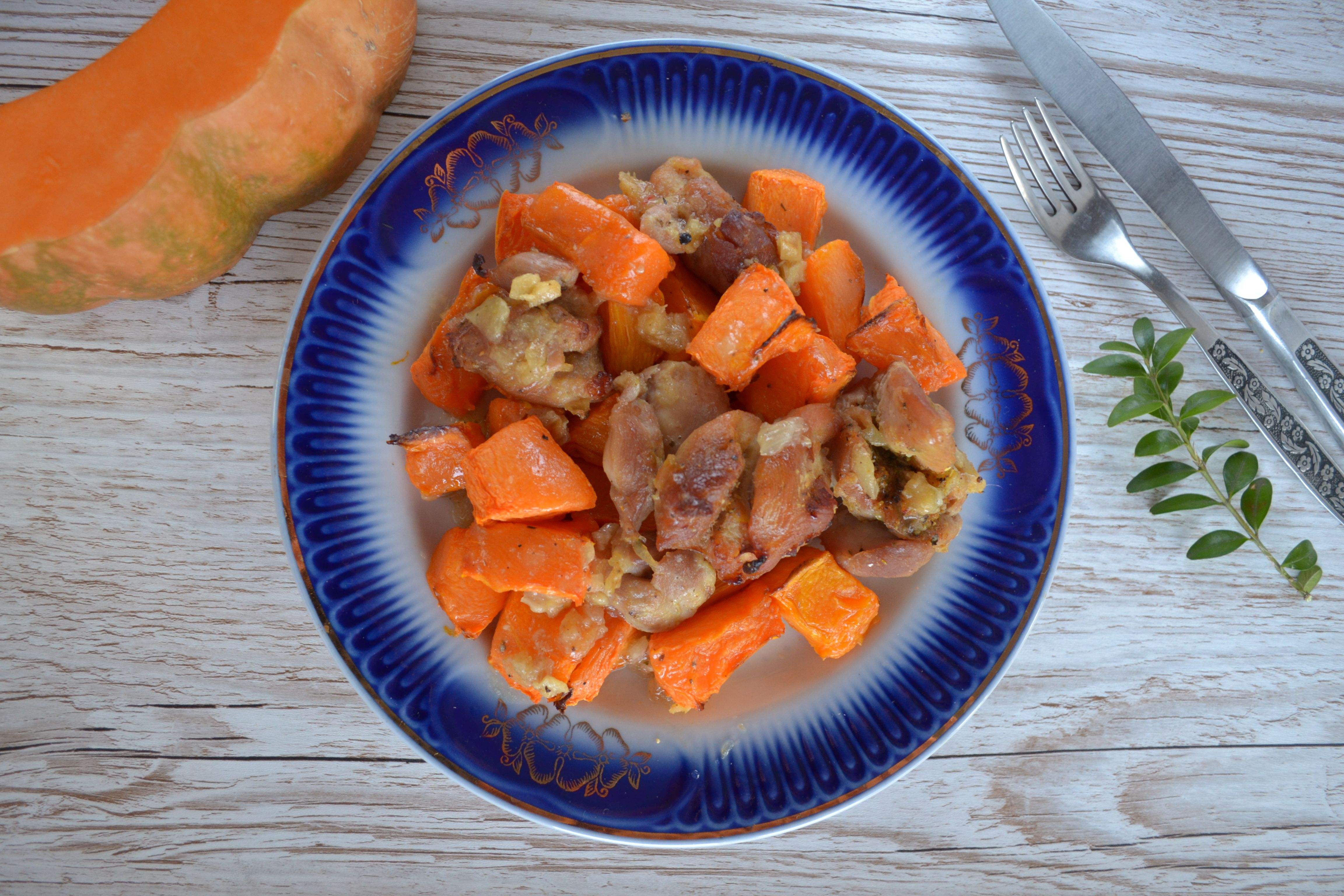
Печений гарбуз з куркою